# Börje Schanneberg
Börje Schanneberg, född 1932 i Nykroppa, död 1998, var en svensk målare.  
Schanneberg var influerad av Erland Cullberg och Edvard Munch och hans tavlor är stora med psykologiska tolkningar och minnen från hans levnad utförda i olja, akvarell eller blandteknik.